# 花卷車站
花卷車站（日语：〔〕／ Hanamaki eki */?）是一由東日本旅客鐵道（JR東日本）所經營的鐵路車站，位於日本岩手縣花卷市驛前大通（駅前大通り）1丁目。花卷是JR東日本所屬的主力幹線東北本線與地方交通線釜石線的交會車站，也是後者的起點站，管轄上位於JR東日本盛岡支社的範圍之內，是所在地花卷市的主車站，設有綠窗口（みどりの窓口）與旅行服務中心「View Plaza」（びゅうプラザ）等主要設施。
2002年時，花卷車站以「作為莊重的城下町，與宮澤賢治、高村光太郎有淵源之地的車站」（荘重な城下町として、宮沢賢治、高村光太郎ゆかりの地の駅）的評價，入選東北車站百選。
在1972年完全廢線之前，原本還存在一個隸屬於私人鐵路業者花卷電鐵的「電鐵花卷車站」與花卷車站相鄰，兩鐵路系統所屬的月台之間尚有跨線天橋相連。

## 車站結構
側式月台1面1線、島式月台1面2線，合計2面3線的地面車站。兩方向月台以跨線天橋連接。此外，站內設有側線。

### 月台配置
| 月台 | 路線      | 方向 | 目的地           | 備註                 |
| ---- | --------- | ---- | ---------------- | -------------------- |
| 1    | ■釜石線   | -    | 新花卷、釜石方向 |                      |
| 1    | ■東北本線 | 下行 | 日詰、盛岡方向   | 釜石線開抵的直通列車 |
| 2    | ■東北本線 | 上行 | 北上、一之關方向 |                      |
| 3    | ■東北本線 | 下行 | 日詰、盛岡方向   |                      |

## 使用情况
2016年度日平均乘车人数3,328人。在岩手县内排在第四位，仅次于盛冈站、一之关站、北上站，是非新干线车站客流量最大的。
| 乘车人数           | 乘车人数        | 乘车人数        |
| 年度               | 1日平均乗車人数 | 参考            |
| ------------------ | --------------- | --------------- |
| 2000年（平成12年） | 3,817           | [ 使用人数 2 ]  |
| 2001年（平成13年） | 3,711           | [ 使用人数 3 ]  |
| 2002年（平成14年） | 3,619           | [ 使用人数 4 ]  |
| 2003年（平成15年） | 3,540           | [ 使用人数 5 ]  |
| 2004年（平成16年） | 3,491           | [ 使用人数 6 ]  |
| 2005年（平成17年） | 3,513           | [ 使用人数 7 ]  |
| 2006年（平成18年） | 3,394           | [ 使用人数 8 ]  |
| 2007年（平成19年） | 3,398           | [ 使用人数 9 ]  |
| 2008年（平成20年） | 3,308           | [ 使用人数 10 ] |
| 2009年（平成21年） | 3,256           | [ 使用人数 11 ] |
| 2010年（平成22年） | 3,281           | [ 使用人数 12 ] |
| 2011年（平成23年） | 3,287           | [ 使用人数 13 ] |
| 2012年（平成24年） | 3,375           | [ 使用人数 14 ] |
| 2013年（平成25年） | 3,449           | [ 使用人数 15 ] |
| 2014年（平成26年） | 3,341           | [ 使用人数 16 ] |
| 2015年（平成27年） | 3,379           | [ 使用人数 17 ] |
| 2016年（平成28年） | 3,328           | [ 使用人数 1 ]  |

## 相鄰車站
東日本旅客鐵道（JR東日本）
■東北本線
□快速「濱百合」
新花卷（釜石線） －花卷－矢幅
□快速「阿弖流為」（只限早上下行1班）
北上 → 花卷 → 矢幅
■普通
村崎野－花卷－花卷機場
■釜石線
□快速「濱百合」
矢幅（東北本線）－花卷－新花卷
■普通
花卷機場（東北本線）－花卷－似內

## 外部連結
- （日語）花卷車站（JR東日本） （页面存档备份，存于）

1. ↑  『歴史でめぐる鉄道全路線 国鉄・JR』 通巻21号 釜石線・山田線・岩泉線・北上線・八戸線 10頁